# Ptychoglene sanguineola
Ptychoglene sanguineola är en fjärilsart som beskrevs av Jean Baptiste Boisduval 1870. Ptychoglene sanguineola ingår i släktet Ptychoglene och familjen björnspinnare. Inga underarter finns listade.